# Ljubavi jedne plavuše
Ljubavi jedne plavuše (češ. Lásky jedné plavovlásky) je čehoslovačka crna komedija iz 1965. godine koju je režirao Miloš Forman.

## Radnja
Andula je mlada djevojka koja živi u malenom češkom gradiću i zaposlena je u jednoj socijalističkoj tvornici. Sredina u kojoj obitava pati od kroničnog nedostatka muške populacije. Željna ljubavi, ona su upušta u avanture s oženjenim lovcem i lokalnim mladićem.
Kada u gradiću biva organizirana plesna zabava na koju su pozvane djevojke iz tvornice i vojni rezervisti,  Andula upoznaje zgodnog praškog klavirista Mildu. Uvjerena da je pronašla ljubav svog života, ona odlazi u Prag posjetiti Mildu u njegovom domu. Međutim, očekuje je neugodno iskustvo upoznavanja njegovih roditelja.

## Glumci
- Hana Brejchová kao Andula
- Vladimír Pucholt kao Milda
- Vladimír Mensík kao Vacovský
- Ivan Kheil kao Manas
- Jirí Hrubý kao Burda
- Milada Jezková kao Mildina majka
- Josef Sebánek kao Mildin otac
- Josef Kolb kao Pokorný
- Marie Salacová kao Marie
- Jana Novaková kao Jana

## Reakcije

### Kritike
| „              | "Izvrsna preporuka za ljubitelje Formanovih kasnijih ostvarenja, Ljubavi jedne plavuše suptilan je, otkačen i na svoj način bolan film." | ” |
| — Simon Abrams | |   |

| „                  | "U ovoj jednostavnoj, ali smislenoj priči, uhvaćene su istinske i bezvremenske ljudske emocije." | ” |
| — Dennis Schwartz, |                                                                                                  |   |

| „                    | "Čehoslovačka Socijalistička Republika, tvornica, plesna dvorana, kuhinja i spavaća soba snimani su u dokumentarno-sivim nijansama i napučeni su bezizraznim i jednostavnim ljudima. Film oslikava jaz između starije generacije i praške mladosti u prepunim diskotekama. Pravi zatvor ovdje nije industrijsko postrojenje, već kućanstvo srednje klase, gdje junakinja nailazi na tvrdoglave i konzervativne roditelje." | ” |
| — Fernando F. Croce, | |   |

- Časopis Empire stavio je ovaj film na 89. mjesto "Najboljih filmova svjetske kinematografije".[3]

### Nagrade i nominacije
- Nominiran za Oscara za najbolji strani film[4] i Zlatni globus za najbolji film na stranom jeziku 1967. godine.
- Nominiran za nagradu Zlatni lav na Venecijanskom filmskom festivalu 1965. godine.
- Dobitnik danske nagrade Bodil za najbolji europski film.
- Dobitnik finske nagrade Jussi za najboljeg stranog redatelja.

## Vanjske poveznice
- Ljubavi jedne plavuše u internetskoj bazi filmova IMDb-a
- Criterion Collection essay by David Kehr  Arhivirana inačica izvorne stranice od 29. veljače 2008. (Wayback Machine)
- Rottentomatoes.com
- Filmski.net  Arhivirana inačica izvorne stranice od 4. ožujka 2016. (Wayback Machine)
- [neaktivna poveznica]